# Pandémie de Covid-19 en Thaïlande
- 1-9 cas confirmés
- 10-99 cas confirmés
- 100-499 cas confirmés
- 500-999 cas confirmés
- 1 000-9 999 cas confirmés

La pandémie de Covid-19 en Thaïlande démarre officiellement le 13 janvier 2020. À la date du 5 novembre 2022, le bilan est de 32 355 morts.

## Diffusion du virus
Le premier cas de contamination est constaté le 13 janvier 2020 sur un touriste chinois. Le 28 mars, 1 245 cas de contamination et 6 décès sont annoncés.
La Thaïlande a été visitée en janvier par environ 7 000 touristes originaires de Wuhan, mais n'annoncera un durcissement que beaucoup plus tard. La Birmanie et le Laos, pays voisins, continuent de nier le moindre cas d’infection sur leurs territoires, suscitant le scepticisme des observateurs. La Thaïlande, est passée d’environ 80 cas d’infection à la mi-mars à 827 le 24 mars.
La situation sanitaire se détériore fortement à partir d'avril 2021, la Thaïlande devenant progressivement l'un des pays d'Asie les plus exposés aux contaminations. En juillet, plus de 10 000 cas positifs sont officiellement enregistrés chaque jour et les pics de mortalité quotidienne dépassent parfois la centaine de victimes. Plus de 3 000 morts sont dénombrés au total.

## Mesures de protection
Le Premier ministre Prayut Chan-o-cha déclare l'état d’urgence, fixé pour son début au 26 mars. Presque tous les habitants de Bangkok portent un masque et la température de chaque personne est prise via un thermomètre apposé sur le front, dans les gares comme dans les aéroports.
Le roi de Thaïlande, Rama X, décide en mars de se confiner dans un hôtel de luxe à Garmisch-Partenkirchen en Allemagne avec notamment un harem de 20 femmes.
La vaccination s'effectue avec les vaccins Sinovac et AstraZeneca. Le nombre de doses, produites par une compagnie appartenant au roi, est insuffisant. En juillet 2021, moins de 3 millions de personnes ont été vaccinées sur une population de près de 70 millions d’habitants.

## Conséquences politiques et économiques
Alors que le pays plonge dans la récession provoquée par l’arrêt du tourisme et la baisse des exportations, des manifestations étudiantes se succèdent à partir de la fin juillet contre le régime militaire et la monarchie.
Des millions de personnes perdent leur emploi et la crise met en exergue les inégalités dans l’économie du pays, perçue comme bénéficiant avant tout à l’élite. Les bénéfices de la croissance économique de ces dernières décennies ont été essentiellement captés par l’aristocratie traditionnelle et les nouvelles élites économiques et financières. Selon le rapport du Crédit suisse de 2018 sur la répartition de la richesse mondiale, 1 % de la population détient 66,9 % de la richesse du pays. Les stratégies visant à favoriser hauts profits en maintenant les salaires à un niveau faible ainsi que le désinvestissement de l'État envers les campagnes a conduit à une fracture sociale considérable et à l’exclusion de pans entiers de la société confrontés à l’exode, à la massification du secteur informel, à l'absence de protection sociale ou aux difficultés d'accès à l’éducation et aux services de base.

## Conséquences psychologiques et sociales
En septembre, le journal Bangkok Post affirme qu'une augmentation du taux de suicide a alerté les responsables de la santé, certains que cet accroissement est liée à l'épidémie du coronavirus, rendant la vie stressante
.
Les faillites d'entreprises se multipliant, le secteur touristique s’étant effondré, l’anxiété a poussé un nombre croissant de personnes à mettre fin à leurs jours, dans une culture où les émotions sont traditionnellement contenues.

## Statistiques

Nombre de cas en Thaïlande depuis le début de l'épidémie.

Nombre de morts en Thaïlande depuis le début de l'épidémie.